# Plavnica
Plavnica (węg. Palonca) – wieś (obec) na Słowacji w kraju preszowskim, powiecie Lubowla. Znajduje się w Kotlinie Lubowelskiej na prawym brzegu Popradu. Wieś tworzy zwartą zabudowę nad Popradem oraz wzdłuż dwóch jego dopływów: Sambronki i Jasenoka. Przez miejscowość przebiega droga krajowa nr 68.
Pierwsza wzmianka pisemna o miejscowości pochodzi z roku 1325.